# Air Alpes
Société Air Alpes war eine französische Fluggesellschaft.

## Geschichte
Die Gesellschaft wurde im Jahr 1961 von Michel Ziegler, einem erfahrenen Gebirgspiloten, nach dem Beispiel des Schweizers Hermann Geiger gegründete Fluggesellschaft, die ihren Sitz zuerst bei Chambéry und später auf dem Gebirgsflugplatz von Courchevel hatte und damit vermutlich den am höchsten gelegenen Firmensitz Europas (auf 2016 m. ü. M.) aufwies.
Air Alpes trug in Zusammenarbeit mit Hermann Geiger, der die ersten Piloten der neuen Gesellschaft ausbildete, dazu bei, die Systematik von Landeplätzen im Hochgebirge weiterzuentwickeln. Seit 1963 entstanden neue Hochgebirgsflugplätze in La Plagne, Megève, L’Alpe d’Huez und weiteren Wintersportorten. Im Sommer betrieb Air Alpes Flugverbindungen in Korsika.
Um 1970 stieg die Gesellschaft in den rasch zunehmenden Regionalflugverkehr zwischen mehreren französischen Regionen ein und bot unter anderem Direktflüge zwischen dem Flughafen von Chambéry und Paris, 1973 zwischen Grenoble und Metz und später auch von Lyon und Genf nach Méribel an. Alpenrundflüge und Flüge mit Außenlandungen bot sie von den Flugplätzen in den Departementen Haute-Savoie, Savoie und Isère aus an. Das Landen mit Motorflugzeugen im Hochgebirge außerhalb von Flugplätzen wurde durch das französische Gesetz vom 9. Januar 1985 zum Schutz der Bergregionen untersagt.
Bis 1973 stellte Air Alpes der öffentlich-rechtlichen Rundfunkanstalt Frankreichs ORTF eine luftgestützte Relaisstation für Liveübertragungen während der Gebirgsetappen des Radrennens Tour de France zur Verfügung. In den 1970er Jahren führte die Gesellschaft im Auftrag von Weinanbauorganisationen Flüge zur Vermeidung von Hagelschäden in den Regionen Burgund, Côtes du Rhône, Savoyen und Champagne, für verschiedene Behörden Flüge zur Auslösung von Regen auf der Insel Teneriffa und Frühwarnflüge wegen Waldbrandgefahr in Korsika und im Departement Hérault durch.

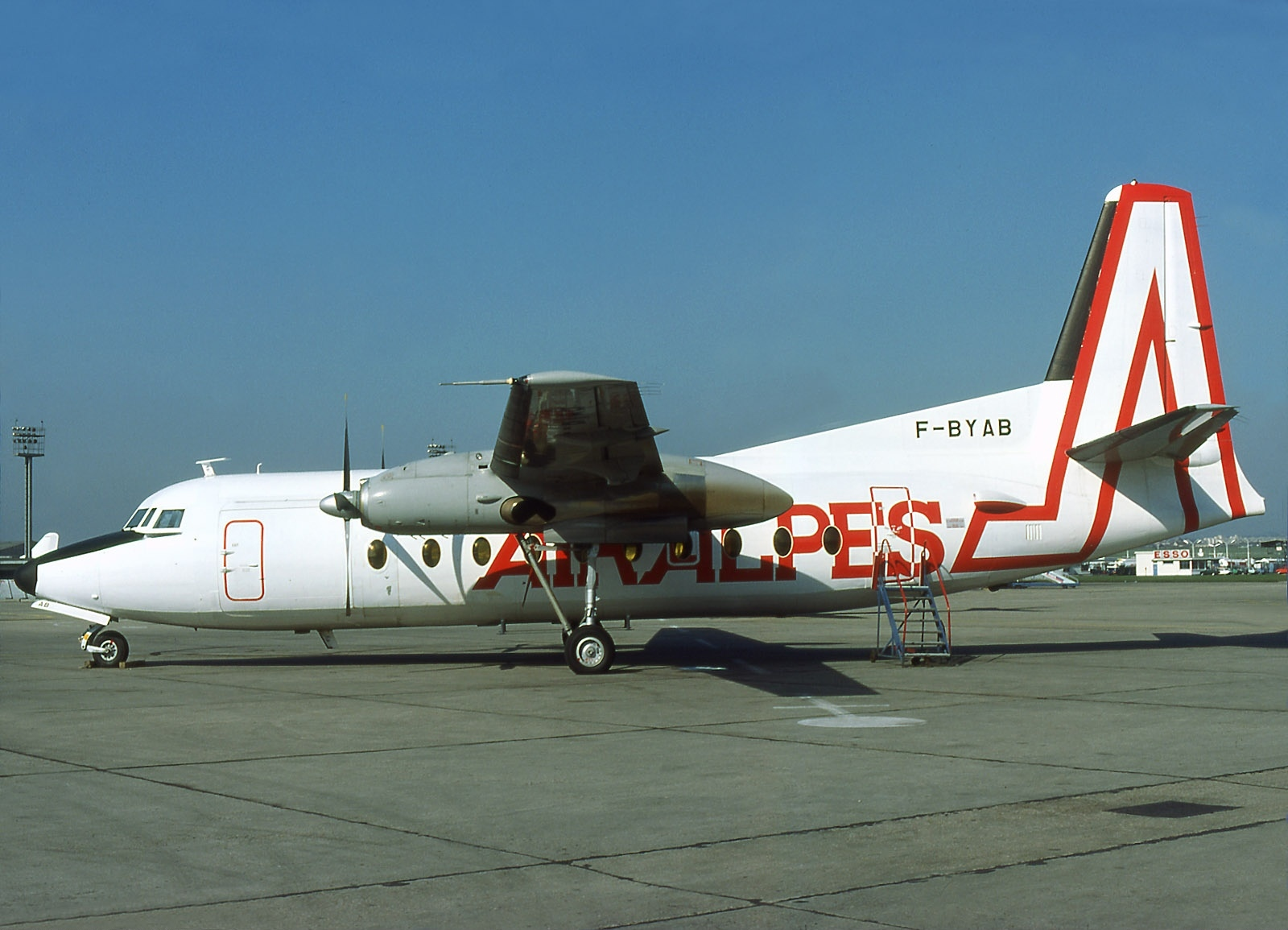
Fokker F-27-600 Friendship, Air Alpes, Paris-Le Bourget 1977

Im Jahr 1971 unternahm Air Alpes in einem Ausbildungsprogramm für die nepalesische Fluggesellschaft Royal Nepal Airlines Corporation die Ausbildung von deren Piloten im Gebirgsflugdienst und in Außenlandungen auf hoch gelegenen improvisierten Landepisten.
Im Jahr 1972 gründeten die Gesellschaften Aersud und Air Alpes die italienische Tochtergesellschaft AVI ALPI in Trient. Im selben Jahr schloss sich Air Alpes dem Buchungssystem von Air France an, und seit 1976 führte sie in einer Partnerschaft mit PAN AM (Pan American World Airways) Regionalflüge in Frankreich durch. Im Jahr 1981 schloss sie sich mit anderen Regionalgesellschaften, unter anderem der Air Alsace, der Gesellschaft Touraine Air Transport (TAT) an.

## Flotte

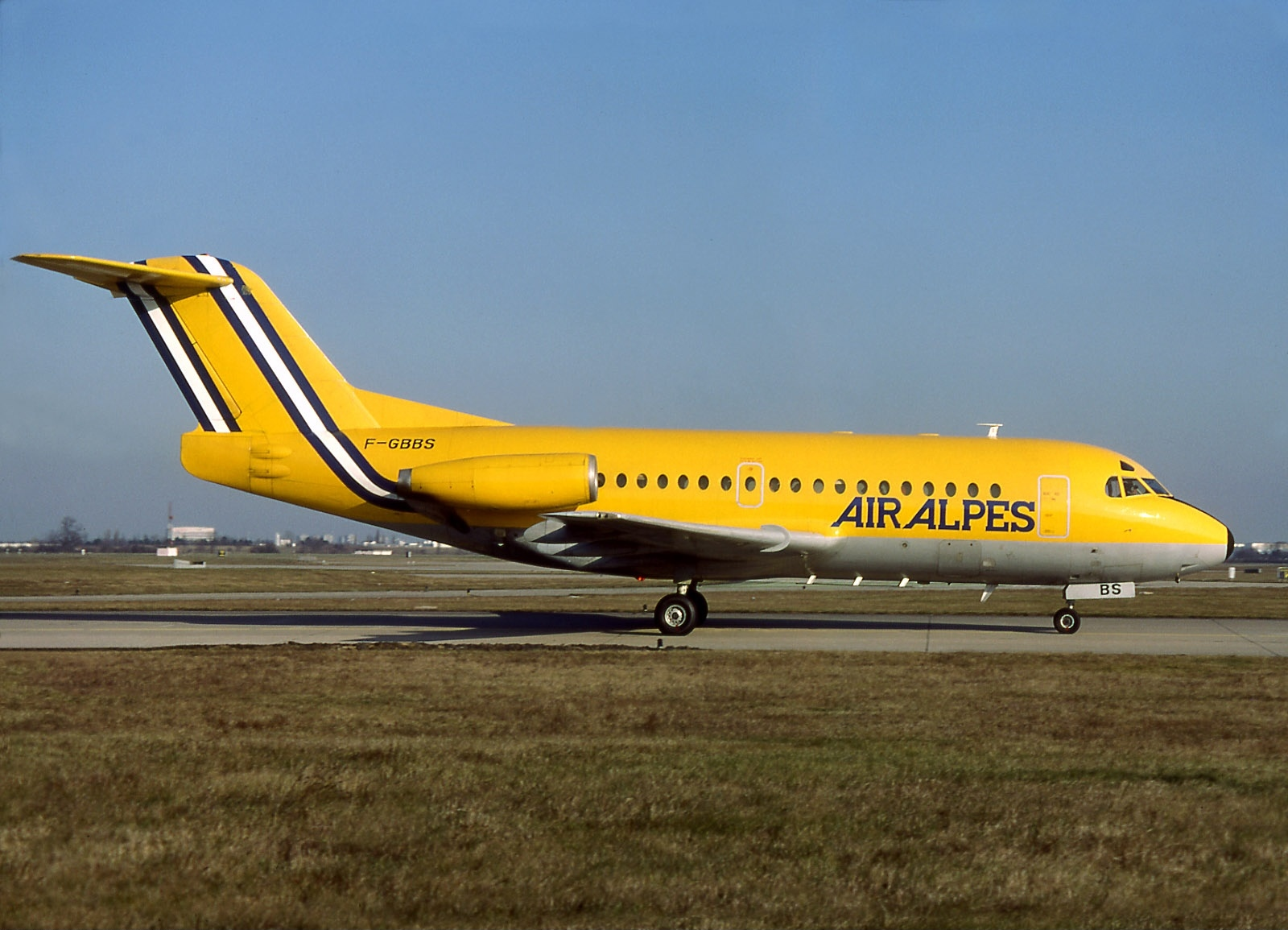
F-28-1000 Fellowship der Air Alpes, Paris-Orly 1980

Zur Flotte von Air Alpes gehörten unter anderem Flugzeuge der Typen:
- Aerospatiale SN-601 Corvette
- Beechcraft Model 99
- Cessna 411
- de Havilland Canada DHC-6 Twin Otter
- Fokker F-27 Friendship
- Fokker F28 Fellowship
- Morane-Saulnier MS 885 Super Rallye
- Pilatus Porter PC-6
- Piper PA-18 Super Cub

## Zwischenfälle

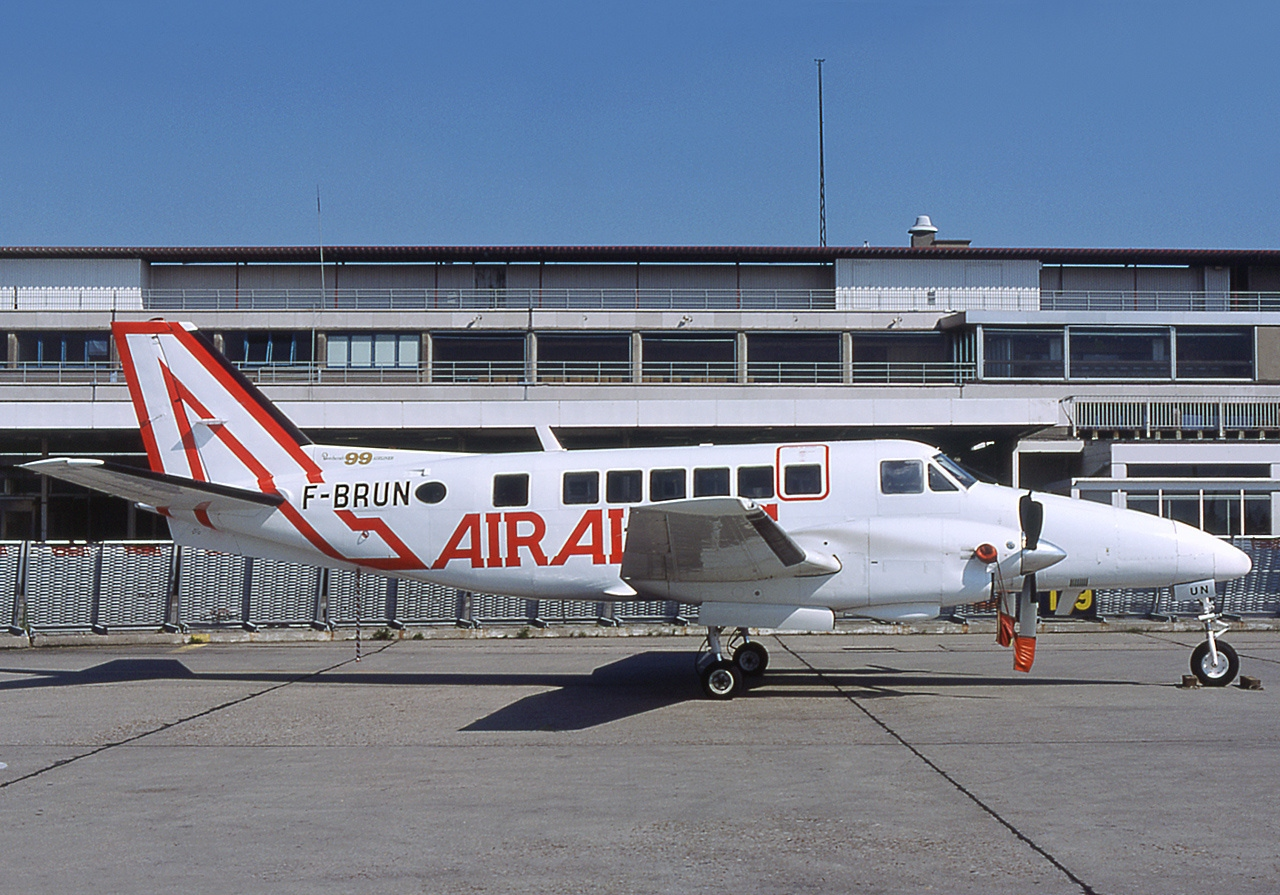
Beech 99 der Air Alpes, Paris-Le Bourget 1977, baugleich mit den beiden im Januar 1970 und Februar 1978 verunglückten Maschinen

Die Gesellschaft verzeichnete in ihrer Geschichte zwei Zwischenfälle mit Totalverlust:
- Am 15. Januar 1970 verunglückte eine Beechcraft Model 99 der Air Alpes (Luftfahrzeugkennzeichen F-BRUF) bei der Landung auf dem Flughafen Chambéry-Savoie. Personen kamen nicht zu Schaden, jedoch musste das Flugzeug abgeschrieben werden.[2]

- Am 16. Februar 1978 verunglückte eine weitere Beechcraft Model 99 der Air Alpes (F-BRUX) bei der Landung auf dem Flughafen Le-Puy-en-Velai. Kurz nach dem Aufsetzen auf der Landebahn 33  rutschte das Flugzeug nach rechts, verließ die Landebahn und drehte sich um 180 Grad. Die Landebahn war mit einer 2–3 cm dicken Schneeschicht bedeckt, aber anscheinend war sie stellenweise vereist. Zu dieser Zeit regnete es und die Temperatur betrug −3 Grad Celsius. Alle 11 Insassen überlebten den Totalschaden.[3]